# Holgipe
Der Holgipe ist eine Anhöhe im osttimoresischen Verwaltungsamt Bobonaro (Gemeinde Bobonaro). Sie befindet sich am Südrand des Dorfes Oeleo, in der Aldeia Oeleo Taz (Suco Oeleo). Der Holgipe hat eine Höhe von 1074 m. Auf der Anhöhe befindet sich eine Sendeanlage der Telemor.